# Dextromoramid
Dextromoramid ist ein starkes synthetisches Schmerzmittel mit opiatähnlicher Wirkung. Der Arzneistoff wurde 1957 von Janssen Pharmaceutica unter dem Handelsnamen Palfium auf den Markt gebracht.
Die Substanz ist ein Derivat des 3,3-Diphenylpropylamins und gehört zur Methadon-Gruppe. Das Molekül enthält im Unterschied zum Methadon einen Morpholin- und einen Pyrrolidin-Ring.

## Gewinnung und Darstellung
Die Synthese von Dextromoramid geht vom Diphenylacetylchlorid aus, welches zuerst mit Pyrrolidin in das entsprechende Säureamid überführt wird. Dieses ergibt nach Umsetzung mit Natriumamid und 4-(2-Chlorpropyl)-morpholin das racemische (±)-Moramid (Racemoramid). Eine Racematspaltung mittels D-Weinsäure führt zur enantiomerenreinen Zielverbindung:
Das bei der Racematspaltung anfallende (3S)-Enantiomer Levomoramid ist pharmakologisch inaktiv.

## Rechtliche Situation
Dextromoramid ist gemäß dem Betäubungsmittelgesetz in der Bundesrepublik Deutschland seit 1993 ein verkehrsfähiges, aber nicht verschreibungsfähiges Betäubungsmittel.

## Handelsnamen
Jetrium (D – nicht mehr im Handel), Palfium (D – nicht mehr im Handel, NL), Palface (NL)